# Špión (film)
Špion (v anglickém originále Spy) je americká akční komedie z roku 2015. Režísérem byl Paul Feig. Pro 20th Century Fox film vyprodukovali Peter Chernin, Jenne Topping, Feig a Jessie Henderson. Hlavní role hrají Melissa McCarthy, Jason Statham, Rose Byrne, Jude Law, Miranda Hart, Bobby Cannavale a Allison Janney. Film byl nominován na cenu Zlatý glóbus – za nejlepší komedii či muzikál a za nejlepší ženský herecký výkon.

## Obsazení
| Melissa McCarthy   | Susan Cooper                  |
| Jason Statham      | Rick Ford                     |
| Rose Byrne         | Rayna Boyanov                 |
| Jude Law           | Bradley Fine                  |
| Miranda Hart       | Nancy B. Artingstall          |
| Bobby Cannavale    | Sergio De Luca                |
| Allison Janney     | Elaine Crocker                |
| Peter Serafinowicz | Aldo                          |
| Morena Baccarin    | Karen Walker                  |
| Björn Gustafsson   | Anton                         |
| Nargis Fakhri      | Lia                           |
| Richard Brake      | Solsa Dudaev                  |
| 50 Cent            | sám sebe                      |
| Věrka Serďučka     | samu sebe                     |
| Will Yun Lee       | Timothy Cress                 |
| Carlos Ponce       | Matthew Wright                |
| Michael McDonald   | Patrick                       |
| Mitch Silpa        | Fredrick                      |
| Zach Woods         | muž s fialovou kravatou       |
| Jessica Chaffin    | Sharon                        |
| Katie Dippold      | Katherine                     |
| Sam Richardson     | John                          |
| Ben Falcone        | americký turista              |
| Jamie Denbo        | hosteska v kasinu             |
| Steve Bannos       | Alan                          |
| Paul Feig          | opilý host v pařížském hotelu |

## Přijetí

### Tržby
Film vydělal 110,8 milionů dolarů v Severní Americe a 124,8 milionů dolarů v ostatních oblastech, celkově tak vydělal 235,6 milionů dolarů po celém světě. Rozpočet filmu činil 65 milionů dolarů. Za první víkend docílil druhé nejvyšší návštěvnosti, kdy vydělal 29 milionů dolarů.

### Recenze
Na recenzní stránce Rotten Tomatoes získal z 234 započtených recenzí 94 procent s průměrným ratingem 7,2 bodů z deseti. Na serveru Metacritic snímek získal z 40 recenzí 75 bodů ze sta. Na Česko-Slovenské filmové databázi snímek získal 68 procent.

### Ocenění a nominace
| Ocenění                                    | Kategorie                                            | Nominovaný                         | Výsledek  |
| ------------------------------------------ | ---------------------------------------------------- | ---------------------------------- | --------- |
| Critics' Choice Movie Awards               | Nejlepší filmová komedie                             | Špión                              | nominace  |
| Critics' Choice Movie Awards               | Nejlepší ženský herecký výkon ve filmové komedii     | Melissa McCarthy                   | nominace  |
| Critics' Choice Movie Awards               | Nejlepší mužský herecký výkon ve filmové komedii     | Jason Statham                      | nominace  |
| Evening Standard British Film Awards       | Nejlepší filmová komedie                             | Špión                              | nominace  |
| Empire Awards                              | Nejlepší filmová komedie                             | Špión                              | vítězství |
| Georgia Film Critics Association           | Nejlepší ženský herecký výkon ve vedlejší roli       | Rose Byrne                         | nominace  |
| Glamour Awards                             | Nejlepší ženský herecký výkon v komediálním filmu    | Melissa McCarthy                   | nominace  |
| Glamour Awards                             | Nejlepší ženský herecký výkon v komediálním filmu    | Rose Byrne                         | vítězství |
| Zlatý glóbus                               | Nejlepší film – komedie nebo muzikál                 | Špión                              | nominace  |
| Zlatý glóbus                               | Nejlepší ženský herecký výkon – komedie nebo muzikál | Melissa McCarthy                   | nominace  |
| Golden Trailer Awards                      | Nejlepší filmová komedie                             | "Secret Agent"                     | nominace  |
| Las Vegas Film Critics Society             | Nejlepší filmová komedie                             | Špión                              | nominace  |
| Filmová cena MTV                           | Nejlepší komediální výkon                            | Melissa McCarthy                   | nominace  |
| Filmová cena MTV                           | Nejlepší souboj                                      | Melissa McCarthy vs. Nargis Fakhri | nominace  |
| People's Choice Awards                     | Nejlepší filmová komedie                             | Špion                              | nominace  |
| People's Choice Awards                     | Nejlepší ženský herecký výkon ve filmové komedii     | Melissa McCarthy                   | vítězství |
| Phoenix Critics Circle                     | Nejlepší filmová komedie                             | Špión                              | nominace  |
| Cena Saturn                                | Nejlepší akční/dobrodružný film                      | Špión                              | nominace  |
| St. Louis Gateway Film Critics Association | Nejlepší filmová komedie                             | Špión                              | nominace  |
| Teen Choice Awards                         | Nejlepší letní film                                  | Špión                              | nominace  |
| Teen Choice Awards                         | Nejlepší letní filmová hvězda: žena                  | Melissa McCarthy                   | nominace  |
| Teen Choice Awards                         | Nejlepší výbuch vzteku                               | Melissa McCarthy                   | nominace  |
| Teen Choice Awards                         | Nejlepší filmový zloduch                             | Rose Byrne                         | nominace  |
| Utah Film Critics Association              | Nejlepší ženský herecký výkon ve vedlejší roli       | Rose Byrne                         | vítězství |
| Village Voice Film Poll                    | Nejlepší ženský herecký výkon ve vedlejší roli       | Rose Byrne                         | nominace  |
| Women Film Critics Circle                  | Nejlepší ženský herecký výkon ve filmové komedii     | Melissa McCarthy                   | nominace  |